# Дългоопашата видра
Дългоопашатата видра (Lontra longicaudis) е вид хищник от семейство Порови (Mustelidae). Възникнал е преди около 0,012 млн. години по времето на периода кватернер.

## Разпространение
Този вид е разпространен в Аржентина, Белиз, Боливия, Бразилия, Венецуела, Гватемала, Гвиана, Еквадор, Колумбия, Коста Рика, Мексико, Никарагуа, Панама, Парагвай, Перу, Салвадор, Суринам, Уругвай, Френска Гвиана и Хондурас.

## Описание
На дължина достигат до 60 cm, а теглото им е около 6,6 kg.
Популацията на вида е намаляваща.